# فرنسيس ر. إي. كورنيل
فرنسيس ر. إي. كورنيل (بالإنجليزية: Francis R. E. Cornell)‏ هو قاضي ومحامي وسياسي أمريكي، ولد في 17 نوفمبر 1821 في كوفنتري في الولايات المتحدة، وتوفي في 23 مايو 1881 في منيابولس في الولايات المتحدة. انتخب المدعي العام لمينيسوتا ‏ وانتخب عضو مجلس ولاية نيويورك وانتخب عضو مجلس نواب مينيسوتا.